# Анри де Тулуз-Лотрек
Анри де Тулуз-Лотрек (фр. Henri de Toulouse-Lautrec; Алби, 24. новембар 1864 — Малроме, 9. септембар 1901) био је француски сликар. На аукцији 2005. године у аукцијској кући Kристис, La Blanchisseuse, његова рана слика младе праље, продата је за 22,4 милиона долара, постављајући нови рекорд за уметника по цени на аукцији.

## Биографија
Анри Мари Рејмон де Тулуз-Лотрек Монфа је рођен у Албију, Тарн у француском региону Средишњи Пиринеји, као прворођено дете Алфонса Шарла Конта де Тулуз-Лотрека-Монфе (1838–1913) и његове супруге Аделе Зое Тапије де Селеран (1841–1930). Он је био члан аристократске породице (потицао је од грофова од Тулуза и Одет де Фоа, Виконта де Лотрека и виконта од Монтфа, у јужној Француској). Његов млађи брат рођен је 1867, али је умро следеће године. Оба сина су уживала грофовске титуле учтивости. Да је Анри надживео свог оца, добио би породичну титулу грофа Тулуз-Лотрека.
Након смрти његовог брата, Тулуз-Лотрекови родитељи су се раздвојили и дадиља је на крају преузела бригу о њему. Са осам година, Тулуз-Лотрек је почео да живи са својом мајком у Паризу, где је цртао скице и карикатуре у својим радним свескама. Породица је брзо схватила да поседује талент за цртање и сликање. Пријатељ његовог оца, Рене Принсето, понекад је долазио да му држи неформалне лекције. Неке од раних Тулуз-Лотрекових слика су коњи, специјалност Принсетоа, што је и тема коју је Лотрек поново разматрао у својим „Циркуским сликама“.
Као припадник старе аристократске фамилије, имао је много уважених предака који су се у прошлости дружили и са самим краљевима. Био је син грофа Алфонса и грофице Аделе де Тулуз-Лотрек. Анри је био њихово прво дете. Имао је и млађег брата Ришана рођеног 28. августа 1867. али је он умро одмах следеће године. Његови родитељи су били блиски рођаци, тачније његова мајка се удала за брата од тетке, у намери да очувају што „чистију“ аристократску крв, али и да би породично богатство остало у фамилији. У то доба се још нису знале последице спајања особа из блиског породичног круга, тако да је Анри за последицу одмалена имао генетску ману.
Са својих 14 година, Анри (који је од тада већ боловао од грознице, од које су га неуспешно лечили годинама, водећи га по разним лекарима) слама своју леву ногу, а годину дана касније са својих 15, ломи и своју десну ногу. Већ поменута мана спречава кости да правилно зацеле и његове ноге престају да расту. Он одраста и добија тело одраслог човека, али ноге му заувек остају мале и закржљале као у дечака, док му се лице после завршеног пубертета мења одајући велику дебелу доњу усну, добија мало већи нос, а вид му слаби терајући га да до краја живота стално носи наочаре. Његова коначна висина је 1.5 m.
Због свог изгледа Анри не успева да успешно учествује у друштвеним активностима и зато се потпуно окреће уметности. Постаје важан постимпресионистички сликар, Арт нуво илустратор, и литографер, бележећи у својим радовима боемски живот у Паризу на крају 19. века. Средином 1890-те, Тулуз-Лотрек ради и илустрације за хумористички часопис, Le Rire.
Дега врши велики утицај на њега, а 1893. му лично упућује похвалу: „Лотрек, види се да сте мајстор свог заната“, што је за Лотрека био велико поштовање, имајући на уму да је Дега ретко давао похвале и да је чак саветовао свим новим сликарима да се мане тог позива, зато што није доносио профит, јер „У Паризу сви сликају а нико не купује слике“.
Лотрек није био импресиониста. Импресионисти су утицали на њега али његов стил су више наглашене боје (више је нагињао експресионизму) а важност је више придавао цртежу и линији. И на њега, као и на сликаре тог времена је утицао јапанизам. Утицај јапанских естампи (плошан простор и утицај линије) најбоље можемо видети на његовим литографским радовима тј плакатима који су најављивали разне представе, кабарее, које су приказивале разне рекламе, најављивале разне догађаје итд.
Називан је „душом монмартра", делом града Париза где је живео. Његове слике су често париских јавних кућа које је посећивао, што је у почетку шокирало јавност и задрмало тадашњу уметнички сцену. Нажалост тамо бива убрзо и заражен сифилисом). Анри слика и чувени певачицу Ивет Гилбер, као и Луј Вебер „Ла Гули“, играчицу која је лично измислила плес "Кан-кан".
Тулуз-Лотрек током живота среће много познатих личност, што француских, тако и страних. 1884. године ради портрет Виктора Игоа. Имао је част упознати се и са Оскаром Вајлдом који је током свог изгнанства дошао у Париз, па чак му урадити и портрет. Имао је изложбу у Лондону где је упознао тадашњег британског краља, а коју годину раније на изложби у Паризу упознао се и са српским краљем Миланом (Који је посетио Тулузову изложбу пар година после свог абдицирања) и који је купио портрет Шао-У-Као (на слици је жена обучена о одећи кловна која затеже свој мидер), слику сликану на платну, која се дуго налазила у краљевој збирци, али је нажалост, продата и до данас променила много власника.

## Пријатељство саван Гогом
Познато је и Тулузово велико пријатељство између њега и Ван-Гога. Наравно не тако велико као између Гогена и Ван Гога, али је између Тулуза и Ван Гога постојало извесно постовање и дивљење за рад оног другог. Штавише Ван Гог је и једно време одседао код Тулуза, сваки пут док је боравио у Паризу али Париз није било место инспирације за ван Гога и он се брзо враћао у Холандију.
Тулуз је прво упознао Винсентовог брата Теа, који се бавио трговином уметничких дела. Тео је по Винсентовом захтеву уписао брата у школу сликарства код Кормона. (Тулуз је тада већ похађао Корманов атеље и његову школу лепих уметности, а прошао је и кроз Бонаов атеље. У Кормановом атељеу осим Ван Гога Тулуз среће и Емил Бернара као и Анкетена) Упркос чињеници да је Ван Гог тада био престар за учење (тада је имао 33 године) Тео по жељи брата да постане сликар уписује га где среће Тулуза, где постају велики пријатељи. Тулуз који је већ био дуго ученик и станар Монмартра, упутио је пријатеља где да купује сликарски прибор (тада су сви куповали код „чича Тангија“ који је давао сликарску опрему на вересију. Ван Гог ће му после посветити пар слика), и сличну опрему. Упркос смејању Тулуз је увек остајао веран свом пријатељу, а када је до Париза допрла вест да је Ван Гог одсекао себи ухо и завршио у лудници, Тулуз и поред свега стаје на његову страну, свађајући се са људима па чак покушао да се туче али су га људи често избегавали у тим ситуацијама због свог визуелног изгледа. Та чињеница би га још више разбеснела.
После смрт Ван Гога Анри Тулуз-Лотрек заједно са другим сликарима организује посебну изложбу на којој су изложени радови Ван Гога у сећање на његово име.

## Крај живота
Као алкохоличар током већег дела свог живота, кратко пред смрт Анри запада у кризу и одлази у приватни санаторијум-психичкој болници за богате аристократе, где ради доста скица на папиру са темом циркуса.
Он бива пуштен али враћа се старом животу и убрзо умире од компликација изазваних алкохолизмом са својих 36, скоро 37 година на породичном имању у Malromé; Сахрањен је у Verdelais, Жиронда, пар километара од свог места рођења.
Његове последње речи биле су „Vieil imbécile!“ („Стара будало!“), што се односило на његовог оца који је био присутан.
После Анријеве смрти, његова мајка, Грофица Адела Тулуз-Лотрек, и Морис Жоајан, његов трговац уметничким делима, промотер његове уметности, најбољи пријатељ од детињства, и побратим, организују промоцију његове уметности. Његова мајка одваја фонд и прави музеј посвећен његовим делима у место његовог рођења у Албију.
Године 2005., његове слике на аукцији достижу цифру и до 14,5 милиона долара.

## Представљања у филмовима
- Представио га је Џон Легуизамо у филму Мулен руж! као и Хосе Ферер у класичној адаптацији филма Мулен руж, рађен према истоименом роману Пјер Ла Мира о животу Тулуз-Лотрека.

## Изабрана дела
- Ambassadeurs: Aristide Bruant.
- At the Moulin Rouge: Two Women Waltzing
- Rue des Moulins: Медицинска инспекција
- The Toilette
- The Two Girlfriends
- Two Half-Naked Women Seen from behind in the Rue des Moulins Brothel
- Жена која навлачи своју чарапу
- Ивет Гилбер поздравља публику .
- May Belfort singing Daddy Wouldn't Buy Me a Bow-wow